# Толочинов Микола Пилипович
Мико́ла Пили́пович Толочи́нов  (1838 (1840?), Стародуб, Чернігівської губернії — †1908, Харків), відомий  український акушер-гінеколог родом зі Стародуба (Чернігівщина); 

## Життєпис
Вчився на медичному факультеті Київського університету та в Петербурзькій медико-хірургічній академії (1864). Учень професора Красовського А.Я.  Доктор медицини (1867). Вдосконалювався в клініках Відня, Праги та Парижу. З 1870 працював в Україні: доцент кафедри акушерства та гінекології Київського університету (до 1885), професор (1885—1902) Харківського університету, 1902—1908 директор земського пологового будинку в Харкові. Наступник професора Лазаревича І.П.

## Праці
Автор 23 наукових праць з питань асептики і антисептики в акушерстві, механізмів родів, позаматкової вагітності тощо, підручників з акушерства.  Запропонував метод зупинки атонічних маткових кровотеч шляхом тампонування матки. Описав клініку та ознаки уродженої вади серця- ізольованого дефекту  незарощення міжшлуночкової перетинки у новонароджених , яка носить назву хвороби Толочинова- Роже (Н.L. Roger, 1809—1891, французький лікар). Під його керівництвом докторські дисертації захистили відомі вчені Міхін П. В. та Миронов М. М..

## Пам'ять
У 2020 році виповнилось 180 років з дня народження персоналії. Його життю та діяльності була присвячена презентація співробітників Харківського національного медичного університету 